# Communist Party of India (Marxist-Leninist) Liberation
Communist Party of India (Marxist-Leninist) Liberation är ett kommunistiskt politiskt parti i Indien.
Communist Party of India (Marxist-Leninist) bildades 1969 av All India Coordination Committee of Communist Revolutionaries, som 1967 brutit med Communist Party of India (Marxist). CPI(ML) förespråkade väpnad kamp och fördömde deltagande i parlamentariska val och arbete i massrörelser. Partiets ledare var inledningsvis Charu Majumdar och Kanu Sanyal. 1972 splittrades partiet i två, då Satyanarayan Singh gjorde uppror mot Majumdars sekterism. CPI(ML) Liberation har sina rötter i den gren som var lojal mot Majumdar. Senare kom Majumdars CPI(ML) att splittras i pro- och anti-Lin Biaofraktioner. CPI(ML) Liberation är det parti som utvecklades ur anti-Lin Biaofraktionen.
1975 blev Vinod Mishra vald till generalsekreterare. Från 1977 och framåt inleddes en reformationsprocess inom Mishras CPI(ML). Partikongressen 1979 deklarerade att massorganisationer skulle bildas på alla tänkbara fronter (något som det ursprungliga CPI(ML) fördömt som "ekonomism"). Mishras CPI(ML) behåller också vänskapliga relationer med det kinesiska kommunistpartiet, medan flertalet andra indiska ML-grupper fördömt Deng Xiaopings omorientering efter Maos död.
1982 grundades Indian Peoples Front, och partiet började ställa upp i val under IPF:s namn. IPF lyckades 1989 vinna ett mandat i Lok Sabha från Ara i Bihar. 1991 förlorade man Aramandatet, men vann ett annat från Assam via sin massrörelse Autonomous State Demand Committee. 1994 upplöstes IPF och partiet började ställa upp i val under sitt eget namn. Man fortsatte dock att ställa upp under ASDC fram till 1999.
Mishra avled 1998. Partiets nuvarande generalsekreterare kommer från Assam och heter Dipankar Bhattacharya. Partiet fick i valet tillLok Sabha 1999 0,3% av rösterna och 1 mandat (det tidigare ASDC-mandatet från Assam). I valet 2004 förlorade man sitt mandat. En avgörande orsak till att man förlorade sin parlamentariska representation var att ASDC hade splittrats.
Partiets engelskspråkiga tidning heter Liberation, och därför kallas partiet för CPI(ML) Liberation. I Indien existerar ett flertal andra CPI(ML), till exempel CPI(ML) New Democracy, CPI(ML) Janashakti, CPI(ML) Red Flag, etc.
Partiet finns representerat i Bihars och Jharkhands delstatsförsamlingar.
Partiets viktigaste massorganisationer är:
- Revolutionary Youth Association (RYA)
- All India Students Association (AISA)
- All India Agricultural Labourers Association (AIALA)
- All India Peasants' Coordination Committee
- All India Central Council of Trade Unions (AICCTU)
- All India Progressive Womens' Association (AIPWA)
- Autonomous State Demand Committee (ASDC)

På tamil kallas partiet இந்திய கம்யூனிஸ்ட் கட்சி (மார்க்ஸிஸ்ட் லெனினிஸ்ட்) விடுதலை.

## Samarbeten
Communist Party of India (Maxist-Leninist) Liberation samarbetar med All India Muslim Forum.

## Resultat i val tillLok Sabha

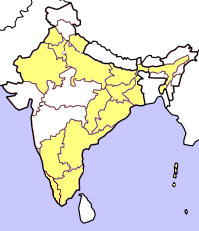
Lok Sabha 2004.

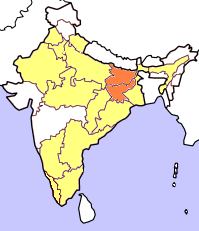
Delstatsval närmast före juni 2004.

| Delstat                | Antal kandidater 2004 | Antal valda 2004 | Antal kandidater 1999 | Antal valda 1999 | Totalt antal mandat från delstaten |
| Andhra Pradesh         | 1                     | 0                | 1                     | 0                | 42                                 |
| Arunachal Pradesh      | 0                     | 0                | 0                     | 0                | 2                                  |
| Assam                  | 3                     | 0                | 1                     | 1                | 14                                 |
| Bihar                  | 21                    | 0                | 23                    | 0                | 40 (2004)/54(1999)                 |
| Chhattisgarh           | 1                     | 0                | -                     | -                | 11 (2004)                          |
| Goa                    | 0                     | 0                | 0                     | 0                | 2                                  |
| Gujarat                | 0                     | 0                | 0                     | 0                | 26                                 |
| Haryana                | 1                     | 0                | 0                     | 0                | 10                                 |
| Himachal Pradesh       | 0                     | 0                | 0                     | 0                | 4                                  |
| Jammu och Kashmir      | 0                     | 0                | 1                     | 0                | 6                                  |
| Jharkhand              | 8                     | 0                | -                     | -                | 14 (2004)                          |
| Karnataka              | 1                     | 0                | 0                     | 0                | 28                                 |
| Kerala                 | 1                     | 0                | 0                     | 0                | 20                                 |
| Madhya Pradesh         | 0                     | 0                | 1                     | 0                | 29 (2004)/40(1999)                 |
| Maharashtra            | 0                     | 0                | 0                     | 0                | 48                                 |
| Manipur                | 0                     | 0                | 0                     | 0                | 2                                  |
| Meghalaya              | 0                     | 0                | 0                     | 0                | 2                                  |
| Mizoram                | 0                     | 0                | 0                     | 0                | 1                                  |
| Nagaland               | 0                     | 0                | 0                     | 0                | 1                                  |
| Orissa                 | 2                     | 0                | 2                     | 0                | 21                                 |
| Punjab                 | 1                     | 0                | 0                     | 0                | 13                                 |
| Rajasthan              | 2                     | 0                | 3                     | 0                | 25                                 |
| Sikkim                 | 0                     | 0                | 0                     | 0                | 1                                  |
| Tamil Nadu             | 3                     | 0                | 5                     | 0                | 39                                 |
| Tripura                | 1                     | 0                | 1                     | 0                | 2                                  |
| Uttar Pradesh          | 10                    | 0                | 9                     | 0                | 80 (2004)/85 (1999)                |
| Uttaranchal            | 2                     | 0                | -                     | -                | 5 (2004)                           |
| Västbengalen           | 5                     | 0                | 6                     | 0                | 42                                 |
| Unionsterritorier:     |                       |                  |                       |                  |                                    |
| Andaman & Nicobar      | 1                     | 0                | 0                     | 0                | 1                                  |
| Chandigarh             | 0                     | 0                | 0                     | 0                | 1                                  |
| Dadra and Nagar Haveli | 0                     | 0                | 0                     | 0                | 1                                  |
| Daman and Diu          | 0                     | 0                | 0                     | 0                | 1                                  |
| Delhi                  | 0                     | 0                | 1                     | 0                | 7                                  |
| Lakshadweep            | 0                     | 0                | 0                     | 0                | 1                                  |
| Pondicherry            | 1                     | 0                | 0                     | 0                | 1                                  |
| Totalt:                | 65                    | 0                | 56                    | 1                | 543                                |